# Islas Cíes
Las islas Cíes son un archipiélago español situado en  la ría de Vigo, formado por tres islas: Norte o Monteagudo, Del Medio o do Faro y Sur o San Martín. Las islas pertenecen al municipio de Vigo. Las dos primeras se encuentran unidas artificialmente por una escollera y naturalmente por el arenal de la Playa de Rodas. Están orientadas según un sistema de fracturas paralelo a la costa en dirección N-S. Distan aproximadamente tres cuartos de hora de viaje en barco y 14,5 km (kilómetros) de la ciudad de Vigo. Fueron declaradas parque natural en 1980, y están incluidas en el Parque nacional de las Islas Atlánticas de Galicia, creado en 2002.
En febrero del año 2007, el periódico británico The Guardian eligió la playa de Rodas como «la mejor playa del mundo». Asimismo, en el año 2024 el diario británico The Times y el canal de televisión francés TF1 calificaron a las islas como el «Caribe europeo».
En noviembre del año 2013, se iniciaron los trámites para que las islas sean declaradas Patrimonio de la Humanidad. En mayo de 2017, la Junta de Galicia envió una solicitud al Ministerio de Cultura solicitando que todo el conjunto del parque de las Islas Atlánticas sea reconocido por la Unesco.

## El archipiélago

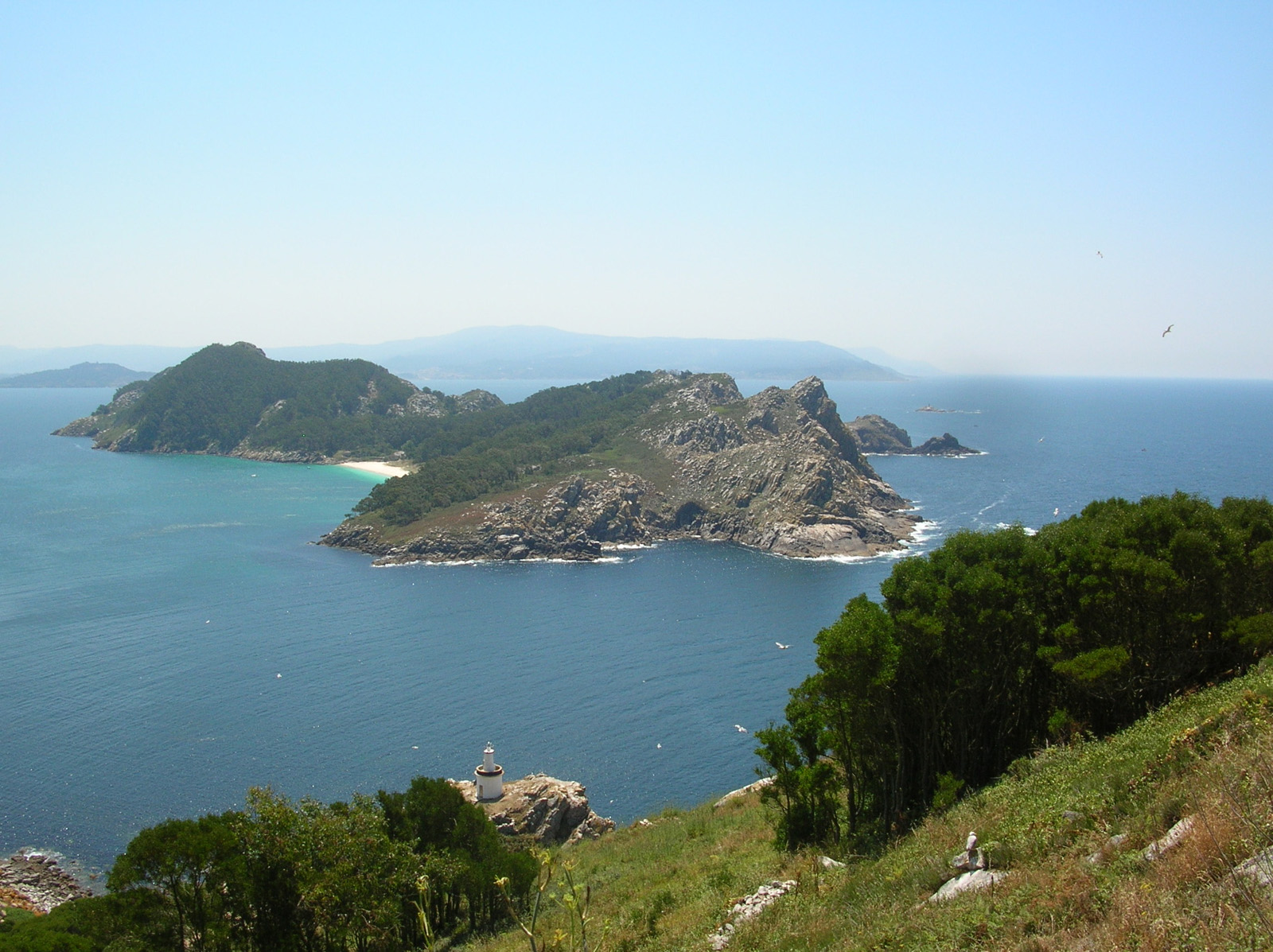
Panorámica de la isla Sur de las Cíes desde la isla do Faro

El archipiélago está formado por tres islas: la isla de Monteagudo o Isla Norte, la isla del Faro o Isla del Medio y la de San Martín o Isla Sur.
La isla de Monteagudo está separada de la costa del cabo Home, en la península del Morrazo, por el canal Norte, y de la isla de San Martín por un estrecho de aproximadamente 500 m (metros) conocido como Freu da Porta. Mientras, la isla do Faro ha acabado unida a la isla Norte por una acumulación de arena en la parte interior del archipiélago, en la cara este de las islas, que forma la playa de Rodas, de 1200 m. Al subir la marea, el agua pasa entre las dos islas por la cara oeste y, taponada por la playa, se llena la albufera formada entre el arenal y las rocas. El pico más alto se encuentra en la zona norte de la isla de Monteagudo, en el Alto das Cíes, de 197 m s. n. m. (metros sobre el nivel del mar), y tiene una superficie emergida de 434 ha (hectáreas).
Su formación geológica es de finales del Terciario, cuando se produjeron los hundimientos de algunas partes de la costa, con lo que penetró el mar y se crearon las rías. Todas las islas atlánticas son las cumbres de las sierras costeras que quedaron parcialmente bajo el mar y están formadas casi en su totalidad por piedra granítica.
Las tres islas son montañosas con una cara oeste abrupta, con acantilados casi verticales de más de 100 m y numerosas cuevas (furnas) formadas por la erosión del mar y el viento. La cara este tiene laderas algo más suaves cubiertas por bosques y matorral y se encuentra protegida de los vientos atlánticos, lo que permite la formación de playas y dunas.
Las borrascas atlánticas pasan sobre las islas, descargando al chocar con la costa, por lo que las Cíes reciben más o menos la mitad de lluvia que el resto de la costa de las Rías Bajas.

## El parque nacional

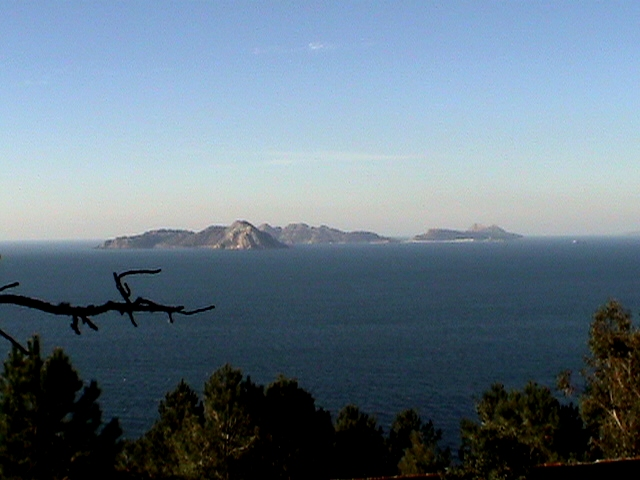
Vista de las islas, Cíes desde el monte fero.

En 1980 las islas Cíes fueron declaradas como parque natural debido a su alto valor natural de este espacio y al rápido deterioro que estaba sufriendo a causa de las actividades humanas. A lo largo de los años,la situación legal de protección va variando hasta que el 21 de noviembre de 2000, el Parlamento Gallego acuerda por unanimidad pedir al gobierno central la declaración del archipiélago como parque nacional. El Congreso de los Diputados tomó el acuerdo definitivo en julio de 2002, creando el parque nacional Marítimo-Terrestre de las Islas Atlánticas de Galicia, formado por un conjunto de archipiélagos, islas e islotes que son las Cíes, Ons, Sálvora, Noro, Vionta, Cortegada y Malveiras.
El parque tiene una parte terrestre y otra marítima que comprende una franja de 100 m (metros), medidos a partir de la bajamar. En las Cíes está prohibida la pesca submarina desde 1992.
Desde el año 2004 las islas tienen además la consideración de Zona ZEPVN, como espacio a conservar por sus valores o interés natural, cultural, científico, educativo o paisajístico; desde 2007 Zona OSPAR para la protección del medio marino del Atlántico Nordeste; desde marzo de 2014 como zona ZEC, como zona europea de interés comunitario; y desde julio de 2014 como zona ZEPA, de especial protección para las aves y del entorno marino de las Rias Baixas. También se encuentran incluidas, en el ámbito europeo, en la Red Natura 2000, que desarrolla directivas comunitarias de hábitats y aves.
Los parques nacionales son áreas naturales poco transformadas por la acción humana que, sobre la base de su interés paisajístico, geológico, sus ecosistemas o la singularidad de su flora y su fauna, poseen unos valores estéticos, ecológicos, educativos o científicos por los que merecen una especial protección. En las Cíes están excluidas, por tanto, todas las actividades que alteren o pongan en peligro la estabilidad de los ecosistemas. Se permite la pesca artesanal profesional, siempre supeditada a la conservación de los recursos naturales. Sí se apoyan las actividades tradicionales que hayan contribuido a conformar el paisaje y que sean compatibles con su desarrollo.
Las ZEPAs son zonas a proteger especialmente para evitar la contaminación y el deterioro de los lugares en que habitan y nidifican las aves de forma permanente o en sus migraciones.

## Flora

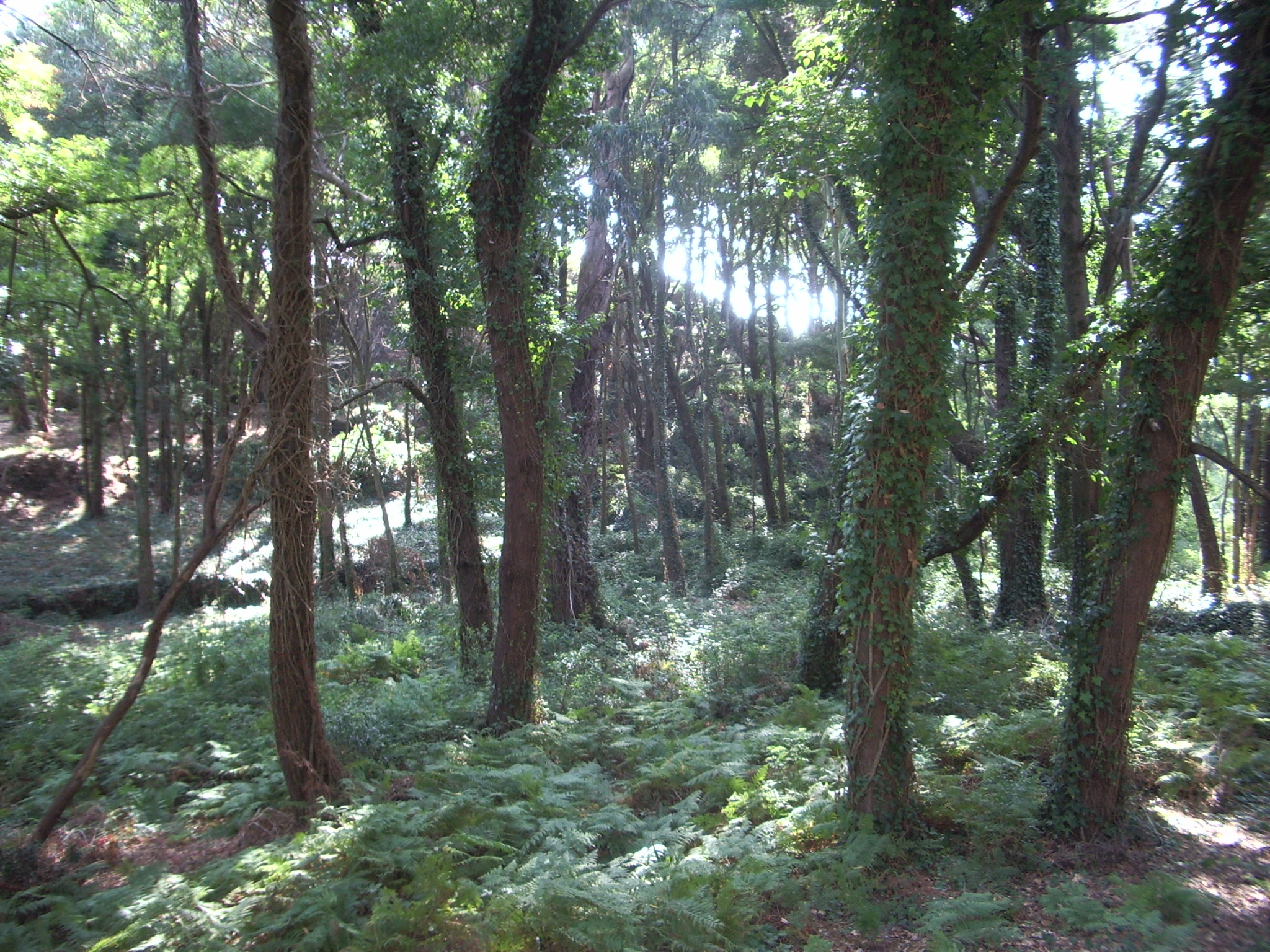
Se observan los pinos atrapados por enredaderas y un suelo cubierto de helechos.

El matorral se compone fundamentalmente de especies autóctonas, como el toxo (tojo), la xesta (retama), la esparraguera, el torvisco o la jara.
El bosque es el que ha sufrido las mayores alteraciones, pues han desaparecido especies autóctonas como la higuera y otras como el rebollo han quedado reducidas a áreas casi testimoniales, al haber repoblado con pino y eucalipto casi una cuarta parte de la superficie del parque. Los vientos fuertes con alto contenido en sales dificultan, a su vez, el desarrollo de los árboles.
En las dunas, playas y acantilados se mantienen especies, algunas de ellas endémicas del litoral galaico-portugués, propias de estos medios, con unas condiciones físicas y climatológicas muy extremas. Destaca la presencia de la armería (Armeria pungens), conocida en toda Galicia como herba de namorar, en peligro de extinción, y una importante cantidad de caramiñas (Corema album) que además son las únicas en el sur de Galicia.
En la zona de la laguna se encuentra vegetación típica de marismas, como los juncos.

## Fauna

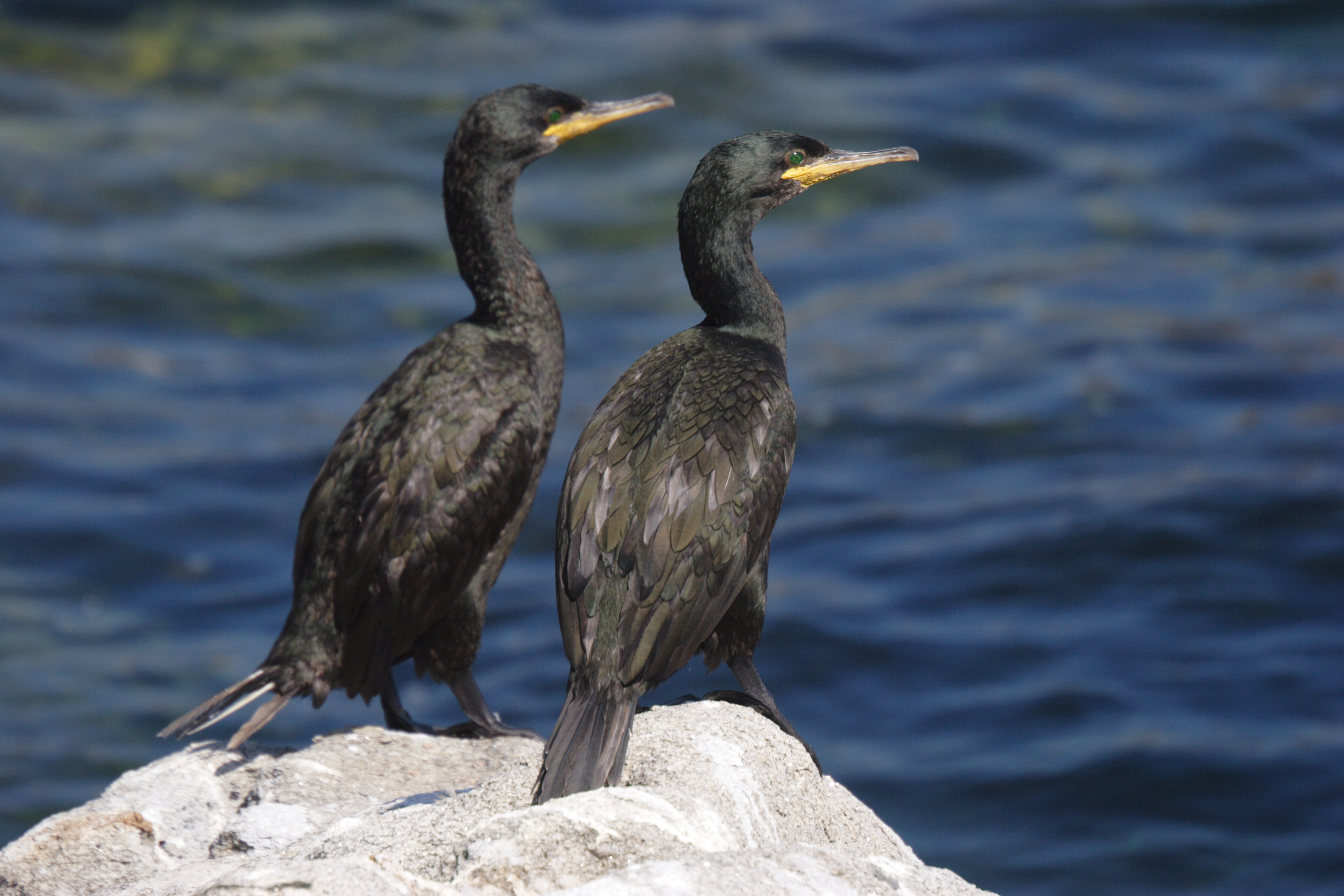
Cormoranes moñudos en las Cíes.

22 000 parejas de gaviotas patiamarillas constituyen la colonia más grande del mundo y es la especie dominante en Cíes. La sigue el cormorán moñudo, con 2500 parejas, y la gaviota oscura, con 20 parejas. En 1960, se censaron 400 parejas de arao ibérico, que en la actualidad se encuentra casi extinguido en las islas. Hay otras muchas especies de aves rapaces, palomas torcaces, pardelas, alcatraces, tórtolas, pájaros carpinteros y otros pájaros de diferentes clases, que nidifican en árboles y acantilados. Asimismo, numerosos y variados tipos de aves invernan o descansan en sus viajes migratorios. En el Alto da Campá (Illa do Faro) y en el Faro do Peito (San Martiño), existen observatorios ornitológicos. También hay en la Illa do Faro un aula de la naturaleza.
Conejo, erizo y nutria son los únicos mamíferos silvestres con cierta presencia actualmente. También hay ratones de campo, musarañas y murciélagos, así como algunas otras especies de pequeño tamaño y en menor cantidad.
Reptiles, representados por diferentes tipos de lagartos, lagartijas y culebras; anfibios (en menor medida por la escasez de agua), como salamandras y sapos, e invertebrados como los caracoles, escarabajos, arañas y mariposas acaban completando la fauna de las islas.

## Vida y fondos marinos

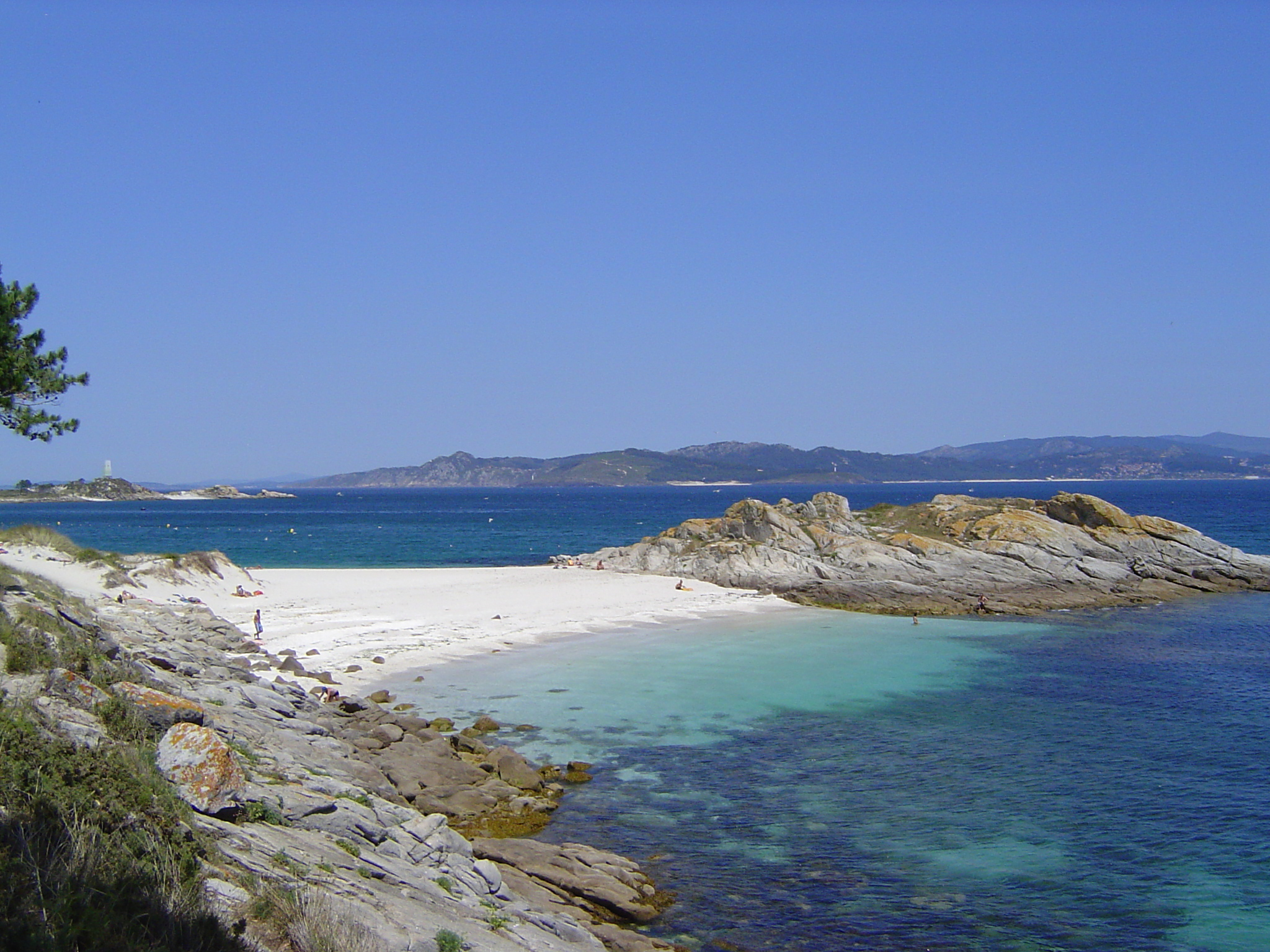
Playa de los Bolos, de Viños o de Alba, en la Punta das Vellas, isla del Faro

La zona submarina que rodea las Cíes forma uno de los ecosistemas más ricos de la costa gallega. Lo más destacable es un importante bosque de algas pardas.
El perímetro de las islas tiene diferentes tipos de entornos: los acantilados, expuestos al fuerte oleaje, están poblados por percebes y mejillones. En su parte submarina, muy pedregosa, se pueden encontrar nécoras, centollos, bogavantes y pulpos. En las playas de las zonas más protegidas hay multitud de moluscos bivalvos, así como rodaballos, sollas y lenguados. Las zonas rocosas pero protegidas del interior de las islas están pobladas por verdaderos bosques de anémonas y numerosos erizos de mar.
Habitualmente las aguas que rodean las Cíes son visitadas por delfines, ballenas y tortugas marinas.
El sistema de circulación de aguas que entran y salen de las rías gallegas y la mezcla de agua dulce y salada favorecen la concentración de nutrientes y microorganismos que suponen fuente de alimento al resto de las especies marinas.
Se puede observar también en estos fondos marinos restos arqueológicos.

## Playas
El Archipiélago de Cíes cuenta con un total nueve playas en las tres islas que lo conforman, estos arenales se caracterizan por su estado virgen, aguas cristalinas y arena fina.
Las 9 playas de Cíes son las siguientes:

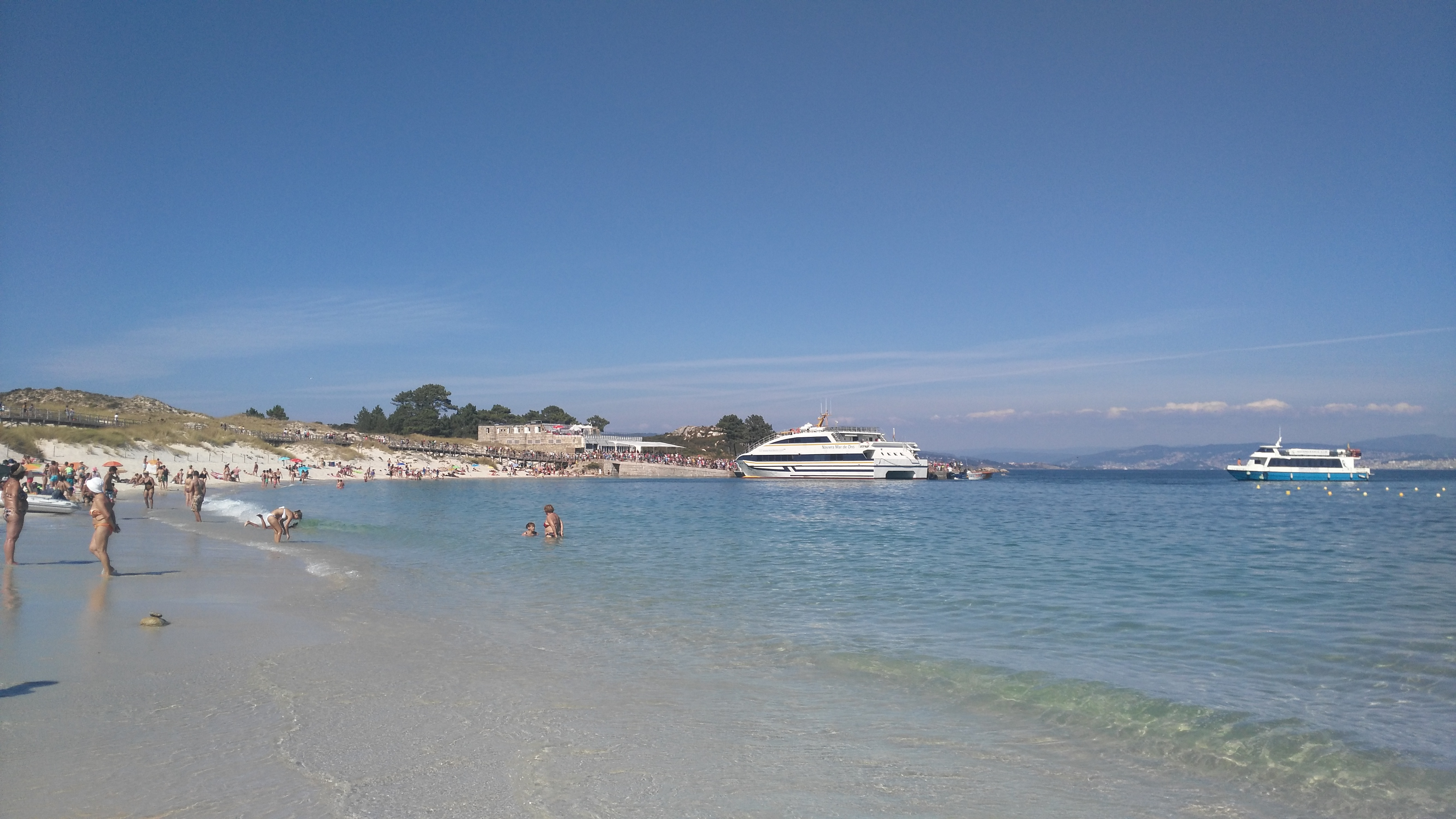
Catamaranes de pasaje en el embarcadero de Rodas.

- Playa de Areiña. Está situada en la Isla de Monteagudo, cercana al embarcadero de Rodas, al arenal se accede a través de un sendero y sus dimensiones son de 31 m (metros) de largo por 40 m de ancho.[18]
- Playa de Bolos. También conocida como playa de los Viños, es un arenal de 60 m de largo por 40 m de ancho y se accede al mismo a través de un sendero cercano al antiguo cementerio de la isla.[19]
- Playa de Cantareira. Es una pequeña playa situada cerca del campamento, en la zona norte de la Isla de Monteagudo. Sus dimensiones son de 40 m de largo por 22 m de ancho.[20]

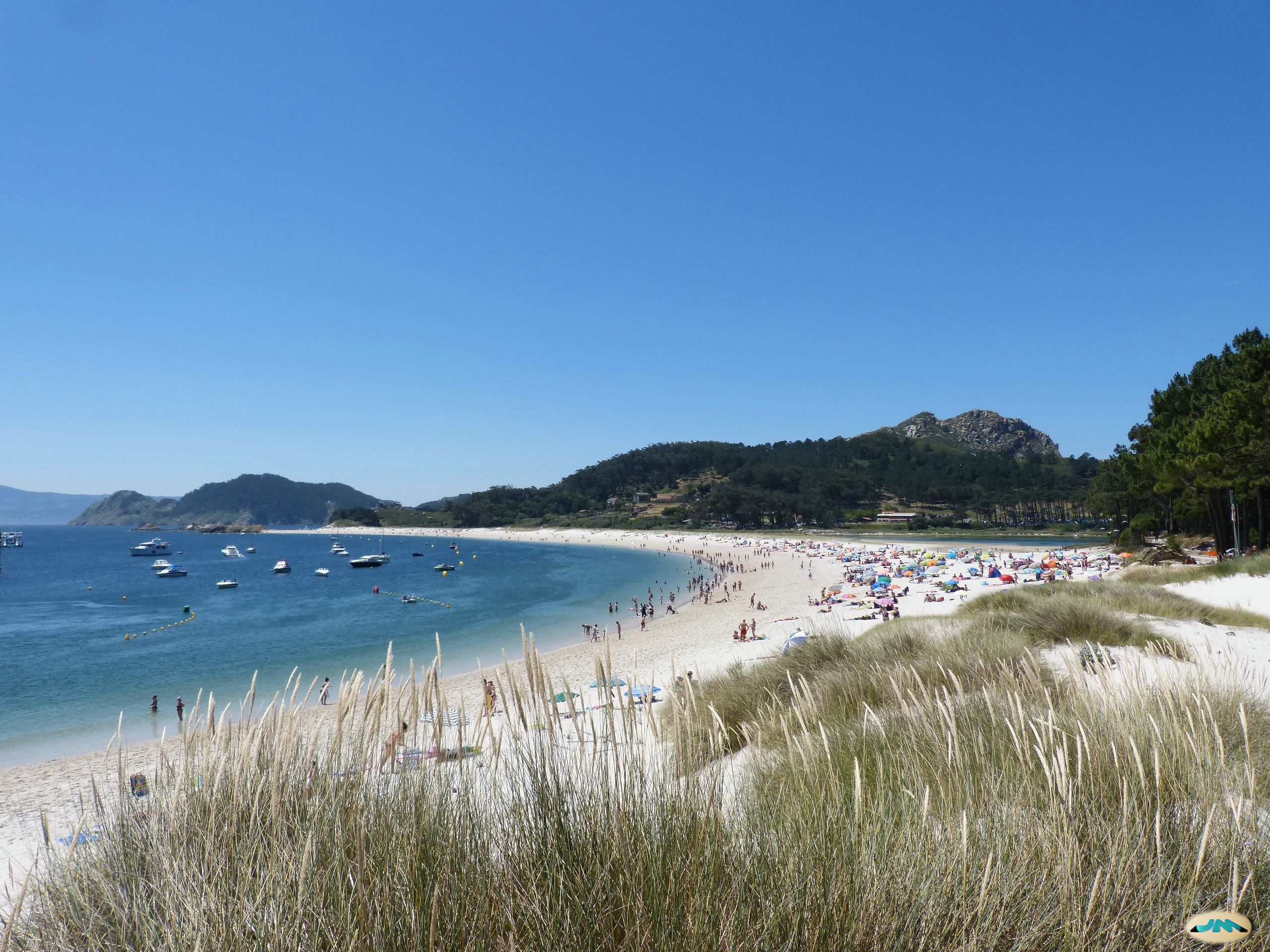
La playa de Rodas es la playa más visitada de toda Galicia.

- Playa de Figueiras. Playa distinguida con Bandera Azul por parte de la Asociación de Educación Ambiental y del Consumidor (ADEAC). También es conocida como playa de los Alemanes y sus dimensiones son de 350 m de largo por 50 m de ancho,[21] en este arenal es habitual la práctica del nudismo entre sus usuarios y se accede al mismo a través de un pequeño sendero cercano al muelle de Rodas.[22]
- Playa de Margaridas. Pequeña playa de 31 m de largo por 18 m de ancho protegida por unas rocas y que se encuentra en la zona norte de la Isla de Monteagudo, cercana al campamento de la isla.[23]
- Playa de Muxieiro. Está situada en la Isla de Monteagudo, pegada al embarcadero de Rodas. Al arenal se accede a través de un sendero cercano al restaurante de la isla, sus dimensiones son de 42 m de largo por 38 m de ancho.[24][25]
- Playa de Nosa Señora. Se encuentra situada en la Isla de Faro, a continuación de la playa de Bolos. También es conocida como playa de Carracido o playa del Chuco y sus dimensiones son de 140 m de largo por 20 m de ancho.[26]
- Playa de Rodas. Cuenta con unas dimensiones de más de un kilómetro de largo por 60 m de ancho, lo que la convierten en la playa más grande del archipiélago. El arenal se encuentra situado a la izquierda del muelle de Rodas y une la Isla de Monteagudo con la de Faro, además dispone de diversos servicios como campamento, caseta de información, megafonía, restaurantes o servicio de vigilancia y socorrismo. También es especialmente destacable indicar que la playa de Rodas fue elegida como la playa más hermosa del mundo por el periódico británico The Guardian en febrero del año 2007.[6] Mientras que en el verano del año 2017, fue elegida como la mejor playa de España en una encuesta realizada entre los usuarios de la página web del canal de televisión Antena 3, imponiéndose en la votación a las playas de Bolonia, en Cádiz, y de Calblanque, en Cartagena.[27]
- Playa de San Martiño. Este arenal se encuentra ubicado al sur del archipiélago, en la Isla de San Martiño. Las dimensiones del arenal son de 520 m de largo por 35 m de ancho, y solo se puede acceder a él a través de una embarcación propia, ya que las diferentes navieras que cubren las rutas marítimas a las islas Cíes no prestan servicios a la Isla de San Martiño.[28][29]

Playas de las Islas Cíes
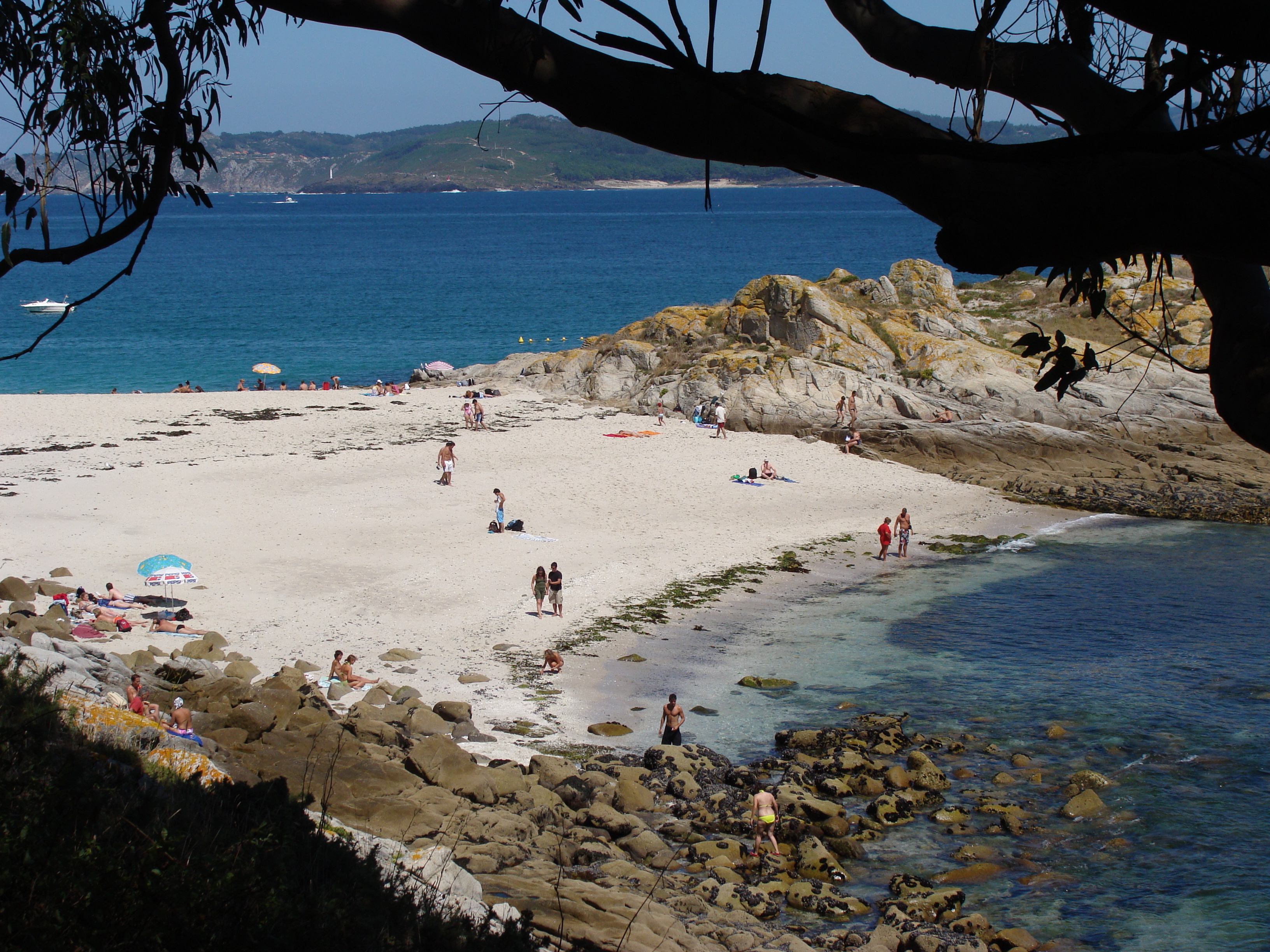
Playa de Bolos.
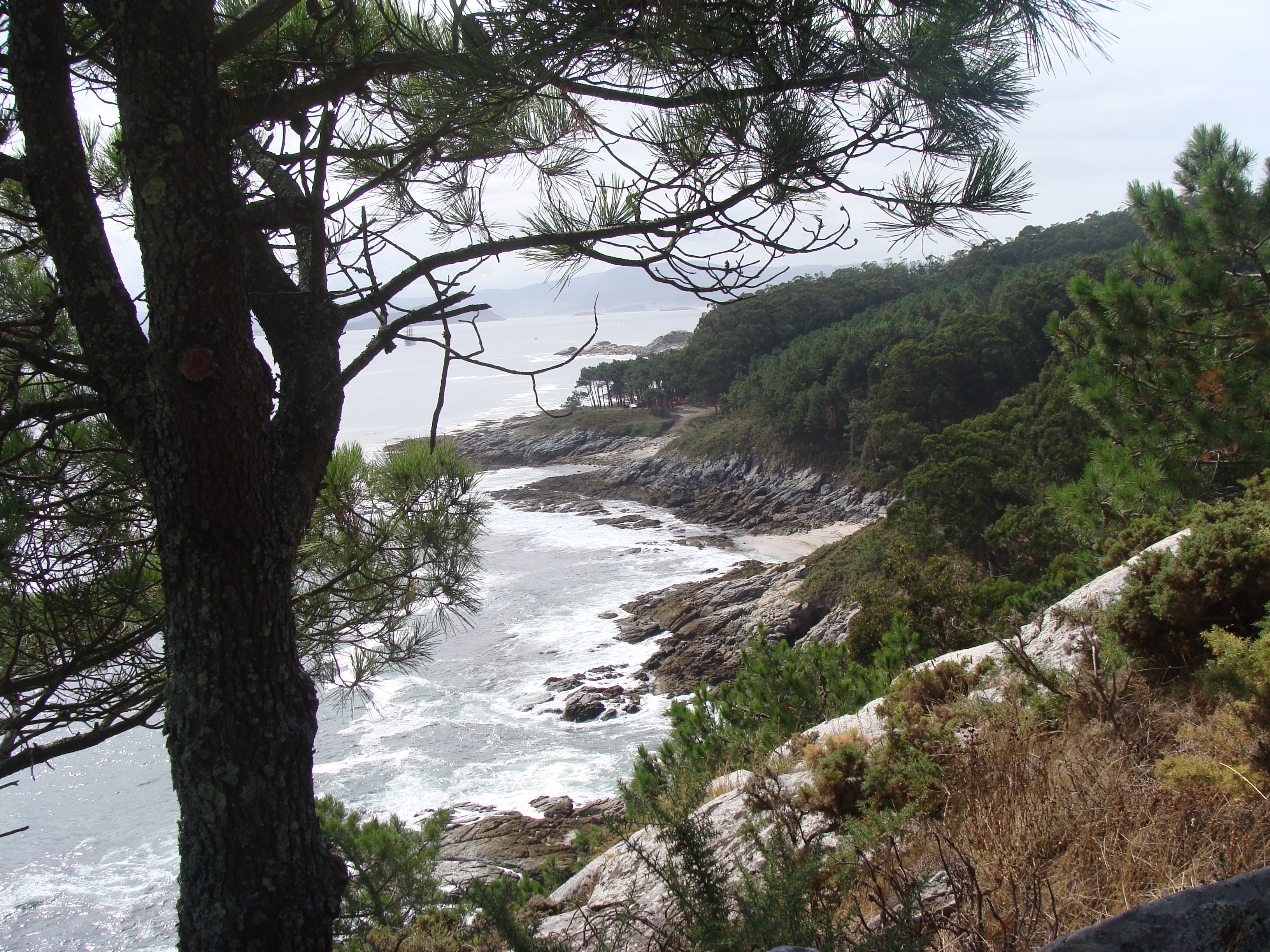
Playa de Cantareira.
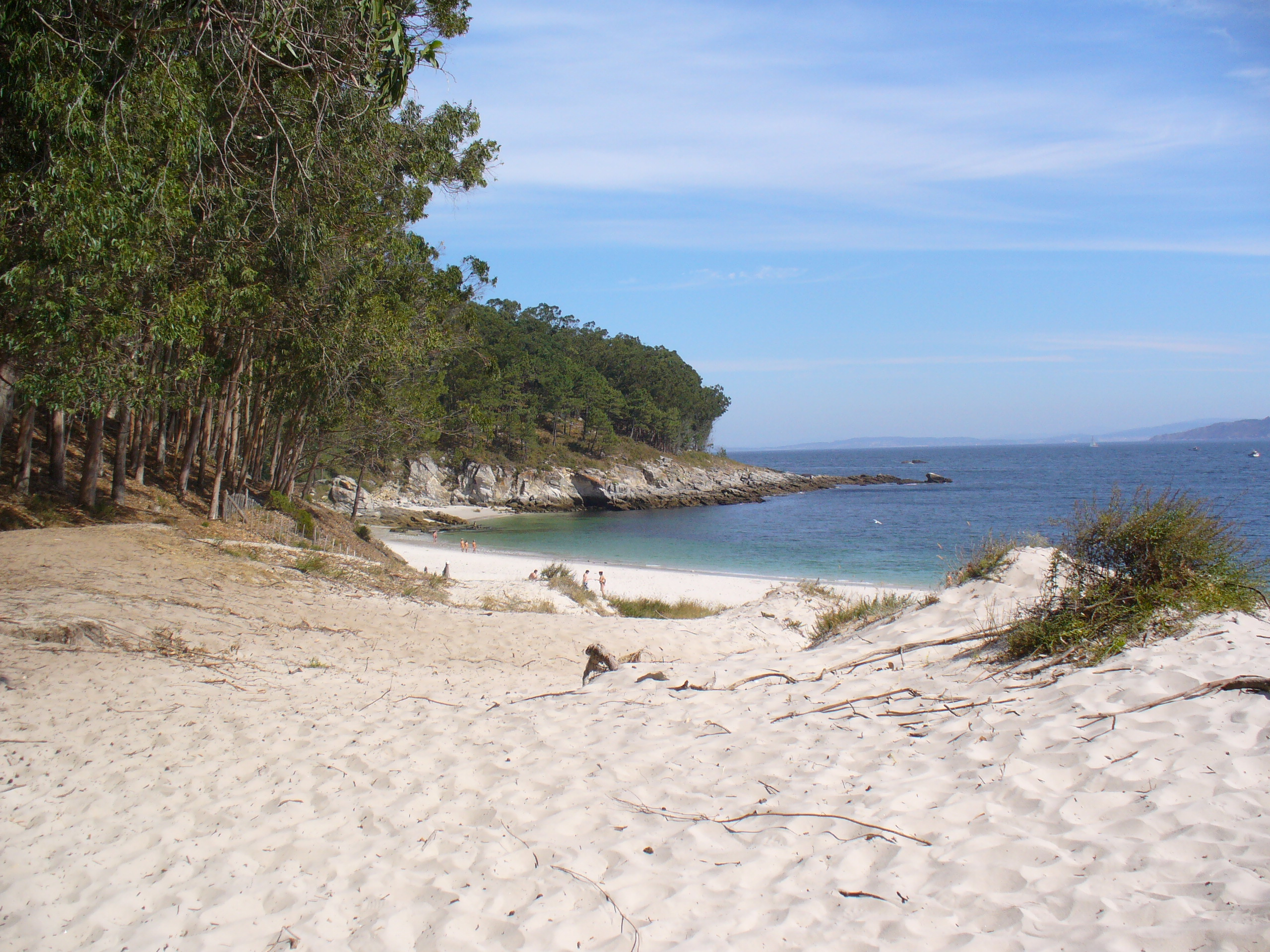
Playa de Figueiras.
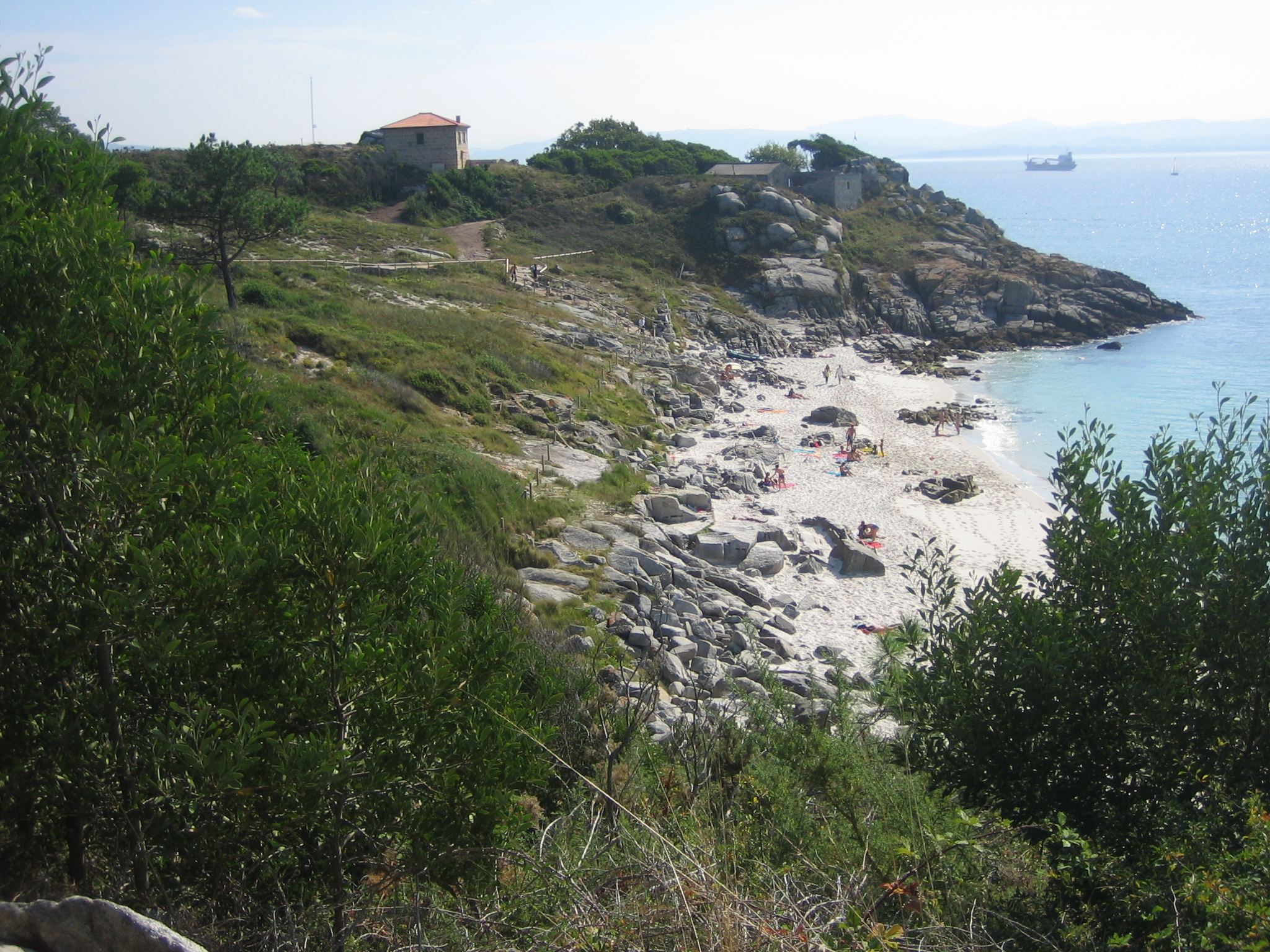
Playa de Nuestra Señora de Carracido.
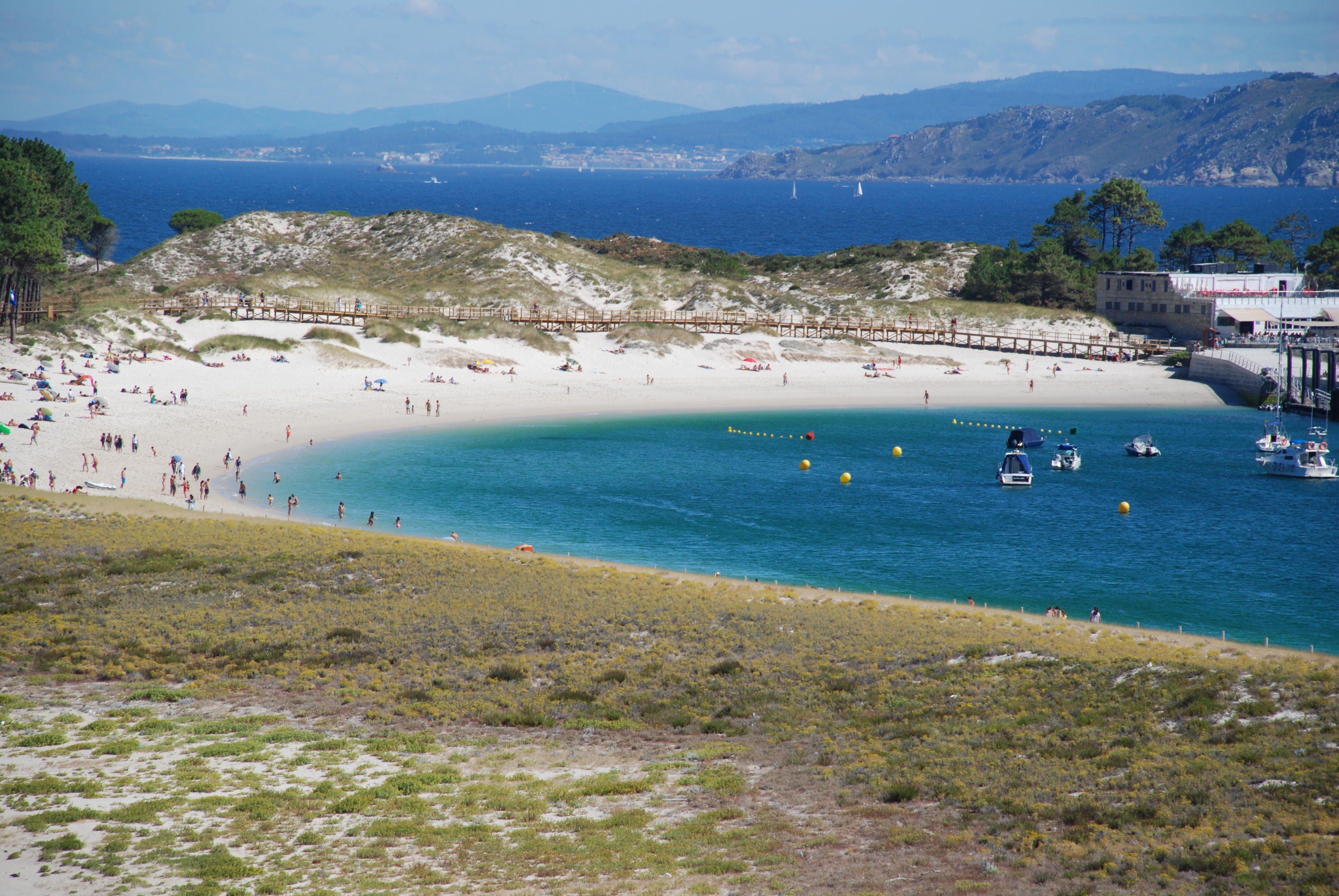
Playa de Rodas.

## Historia
La primera referencia escrita proviene del griego Heródoto, quien en el siglo V a. C. menciona las islas “Cassiterides” como un grupo de diez islas del mar septentrional de Europa, de donde los griego obtenían el estaño. Estrabón, sin embargo, sitúa estas islas al norte del mar de los Ártabros y Diodoro al norte de la Lusitania.
Las discordancias en su número y localización, hacen pensar que el topónimo no haría referencia única a las Cies, sino más bien, el término Cassiterides englobaría a un numeroso grupo de islas (de las que los griegos extraían la casiterita) y que se extendería desde las costas británicas hasta el norte de la península, es decir, hasta las actuales islas Cies.
En época romana, son nombradas por Plinio el Viejo en su Historia Natural, como las islas “Siccae” (islas áridas), más tarde derivaría en Cicae y de ahí al actual Cies.
El mismo Plinio y otros autores antiguos como Estrabón, Diodoro o Ptolomeo las nombran también como las “Insulae Deorum” o islas de los Dioses.
De la prehistoria hay muy pocos restos arqueológicos, lo que hace suponer que los humanos no establecieron asentamientos estables en las islas. De finales del Paleolítico o ya del Mesolítico (hace unos 12 000-6000 años),se han encontrados únicamente un bifaz camposanquiense, un pico raspador y varias “poutadas” (pesos para redes), estando todos estos objetos relacionados con el marisqueo y la pesca.
Del Neolítico los restos encontrados siguen siendo pocos y aislados, no habiendo sido descubierta hasta la fecha ningún resto adjudicable al megalitismo (mamoas, dólmenes o petroglifos), pero si hay catalogados tres molinos de mano de tipo navicular, así como algunos restos cerámicos, que (con algunas reservas) fueron datados en la etapa final de la Edad del Bronce (1800-600 a. C.).
El castro de As Hortas, en las laderas del monte Faro, es el primer poblado del que se tiene constancia. Se encuentra muy alterado, pero se pueden observar restos de unas 4 o 5 viviendas de base cuadrangular (influencia romana). Datado a finales de la Edad del Bronce (700-600 a. C.) o inicios del hierro, se mantuvo habitado hasta la llegada de los romanos (s. I-II d. C).
Del paso de los romanos también han quedado restos como: ánforas, tégulas, fragmentos de cerámica y algunas joyas. De todas ellas la pieza más importante es un anillo de oro con piedra de color azul, conocida como nicolo (ágata), con la figura de un jabalí y la inscripción “HEAPRAV”. Este tipo de anillos es típico del siglo II.
Ninguno de los restos encontrados, por ahora, indicarían que los romanos tuvieron poblados o asentamientos estables en las islas, no llegando a ser más que zonas para el abrigo de barcos, para pesca o para instalar pequeños destacamentos o puestos de control y vigilancia de naves mercantes.
Como dato curioso, y según contó Dión Casio en su controvertido libro Historia romana, el cónsul Cayo Julio César participó en una batalla en las islas Cies contra los lusitanos del monte Herminius (Sierra de la Estrella), quienes tras ser ostigados por las tropas de César en su territorio, decidieron abandonarlo, buscando refugio en las islas Cies. Dión sigue narrando que Julio César los persiguió, embarcando en el puerto de Erizana (Bayona) al mando de dos galeras y ochenta balsas. Lo abrupto de la costa y el gran número de enemigos, le hicieron desistir. En la misma playa de Rodas, Julio César se mostró incapaz de doblegar por las armas a los herminios y no le quedó más solución que rendirlos por asedio y hambre, rodeándola y asentándose en la isla del Medio. Finalmente, dejando atrás muchos muertos y enfermos, los debilitados herminios claudicaron y pidieron la paz. Por fin Julio César pudo desembarcar en las Cíes y allí descansó una temporada.
Desde la conquista romana hasta el comienzo de la Edad Media no son muchas las noticias que se tienes de las islas. No será hasta bien entrado el siglo IX de nuestra era, cuando las incursiones normandas y de los árabes, hagan aparecer en las crónicas a las islas Cies, como lugares de recalada e incluso de naufragio de algunas de sus naves. A finales del mismo siglo (899) las Cies aparecen mencionadas entre las donaciones del rey Alfonso III a la mitra compostelana. A partir de esa época empiezan a instalarse las órdenes monacales, existiendo ya en el siglo XI dos conventos: el de San Esteban y el de San Martín. Alrededor de ellos se desarrolló una pequeña población, germen de la que perduraría hasta nuestros días.
El control monacal feudal de las islas y su población se mantuvo hasta que a finales del siglo XVI la vida en las islas se complica por la irrupción del pirata inglés Francis Drake, quien al servicio de la reina de Inglaterra, utiliza las islas Cies como base de abrigo, reparación y aprovisionamiento de sus naves, en su misión de hostigar a la escuadra española. Desde ese momento las islas siempre estuvieron en el centro de las luchas entre ingleses y españoles. A principios del siglo XIX (1810), se instaló en el antiguo monasterio de San Esteban un almacén de artillería y un cuartel de carabineros, para dotar de protección a las islas y la entrada a la ría. Pocos años después (1840) también se dotó a las islas de dos fábricas de salazón, una taberna y se construyó el faro. 
Los pobladores de las islas se mantuvieron principalmente de la agricultura, de la pesca y de la incipiente industria, hasta que esta fue decayendo y la isla se fue despoblando poco a poco, alcanzando su mínimo a mediados del siglo pasado. Justo en esa época fue cuando el despegue del turismo hizo que las islas fueran recibiendo cada vez más visitantes hasta llegar al cupo de casi 3000 visitantes diarios (en temporada alta) que tiene en la actualidad.
Las Cíes pueden también testimoniar el hundimiento de pesqueros que en muchas ocasiones se han saldado con la pérdida de numerosas vidas. En Punta da Galeira una cruz recuerda el hundimiento del Ave do Mar de Moaña, que ocurrió en 1956 y arrojó el saldo de veintiséis tripulantes muertos. En la madrugada del 28 de enero de 1978 encalló en las Cíes, tras salir del puerto de Vigo, el barco congelador-factoría Marbel. Tras más de doce horas agarrados a las rocas bajo el temporal, fueron rescatados nueve tripulantes y se dio por desaparecidos a veintisiete. El 14 de febrero de 1979 se hundió a 35 millas de las islas el François Vieljeux, con veintiocho tripulantes a bordo y las esposas de tres de ellos. Sólo ocho fueron rescatados con vida.
En 1980 son declaradas parque natural y desde 1984 son propiedad de la Junta de Galicia pasando en el año 2002 a formar parte del parque nacional Marítimo-Terrestre das Illas Atlánticas de Galicia.

## Actual situación medioambiental
A pesar de la protección del archipiélago, este se ve afectado, como el resto del parque y toda la costa gallega, por la preocupante contaminación existente. Una importante actividad industrial, los emisarios submarinos y el puerto comercial y deportivo de Vigo, con el intenso tráfico que genera, hacen que la ría y la zona estén contaminadas por metales pesados. También se encuentran en varias playas de la ría, concentraciones elevadas de coliformes fecales. Muchas de estas playas pierden arena a excesiva velocidad.

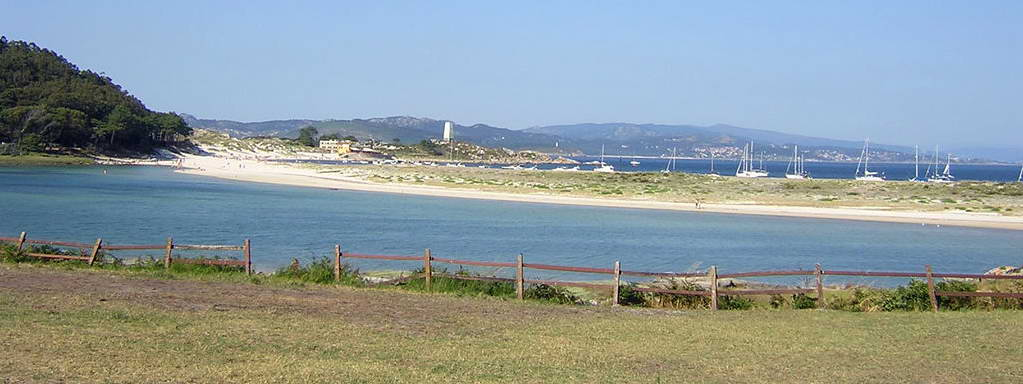
Vista del lago, cerrado por el brazo de arena que une la isla del Faro con la de Monteagudo.

Mención especial merece el tráfico de petroleros frente a la costa gallega, que supone, con su actividad normal, una importante fuente de contaminación, agravada por la frecuente e irresponsable limpieza de sus tanques a su paso. Además, la climatología, lo abrupto de las costas y la escasa atención a la necesidad de renovar las flotas, hacen que con frecuencia se produzcan accidentes de grandes mercantes o petroleros que contaminan gravemente las costas gallegas.
Los más recientes e importantes desastres son los del Polycommander, que se estrelló en las Cíes en 1970 y vertió 50 000 t (toneladas) de crudo; el Urquiola, que embarrancó en La Coruña en 1976 y vertió 20 000 t de crudo; el Andros Patria, que sufrió un incendio a la altura del cabo Ortegal en 1978 y vertió 200 000 t y dejó como saldo la muerte de 34 de sus 37 tripulantes; el Mar Egeo, también en La Coruña, y el Prestige, en 2002.

## El hundimiento del Prestige
A los pocos días del hundimiento del petrolero Prestige, el director de Parques Nacionales reconoció que, en una primera oleada, el 85 % del parque nacional resultó afectado. Con posteriores oleadas, la cifra llegó al 90 %. Las Cíes se vieron afectadas en un 30 %. Las islas que forman el parque fueron la barrera natural que frenó la entrada del fuel en las Rías Bajas.
El impacto no solo afectó al medio ambiente, sino que tuvo importantes consecuencias económicas y sociales. Esto generó la mayor respuesta social al hundimiento de un petrolero en Galicia.
Hay que diferenciar entre el impacto visual y el impacto medioambiental. Las imágenes más espectaculares que nos llegaron fueron las de los acantilados y las aves afectadas, pero también se vieron afectados los mamíferos marinos y toda la cadena trófica marina, desde el plancton, que morirá por la ausencia de luz o envenenado, hasta el resto de la pirámide, que padecerá los efectos directos del fuel y la falta de alimento.
A los 6 meses del desastre, el Ministerio de Medio Ambiente reconocía que el 52 % de las playas del parque natural seguían afectadas por capas enterradas de fuel. Un año después seguían afectados los fondos marinos con la desaparición de importantes bosques de algas, playas, dunas y acantilados, calificándose de "grave" la situación.
Se calcula en décadas el tiempo para que los ecosistemas costeros y marítimos puedan recuperarse, si bien la recuperación nunca será completa.

## Jurisdicción eclesiástica
Las islas Cíes forman parte del término municipal de Vigo, pero, eclesiásticamente, pertenecen a la parroquia de Santiago de Cangas e Illas Cíes, de la archidiócesis de Santiago de Compostela.